# Bagnolo San Vito
Bagnolo San Vito – miejscowość i gmina we Włoszech, w regionie Lombardia, w prowincji Mantua.
Według danych na rok 2004 gminę zamieszkiwało 5399 osób, 110,2 os./km².